# Parrocchie della Lettonia

mappa delle parrocchie in Lettonia

La parrocchia (in lettone: pagasts, pl. pagasti) è la suddivisione amministrativa di livello inferiore della Lettonia. Si tratta di una forma di parrocchia civile introdotta il 1º luglio 2009. I pagasti sono una suddivisione (non obbligatoria) delle municipalità lettoni situate in aree rurali.

## Storia
Dopo la riforma emancipativa nelle gubernija baltiche le parrocchie, come comunità autogestite di tipo contadino, furono introdotte nei governatorati di Curlandia (1817) e di Livonia (1819). Inizialmente queste congregazioni erano amministrate dai tenutari di manieri chiamati, in lettone, muiža; solo successivamente, dopo la legge del 19 febbraio 1866, le parrocchie diventarono indipendenti. Queste furono introdotte anche in Letgallia dopo l'abolizione della servitù della gleba (1861).
La divisione in parrocchie fu mantenuta dopo la creazione della Repubblica Lettone. Nel 1939 si contavano 517 parrocchie.
Con il decreto emanato il 31 dicembre 1949 dal Presidio del Soviet Supremo dell'RSS Lettone, le parrocchie, in qualità di anello di giuntura tra il comitato esecutivo dei rajon (in russo исполнительный комитет, abbreviato in исполком) e i consigli rurali (in russo сельский совет, abbreviato in сельсовет), furono abolite.
All'inizio degli anni '90 del Novecento le parrocchie furono reintrodotte. Dopo la riforma amministrativa del 2009, le 494 parrocchie sono state raggruppate in 110 municipalità (in lettone novads) e hanno smesso di essere unità amministrative autonome di livello inferiore. Oggi la più estesa parrocchia della Lettonia è quella di Dundaga, mentre la più piccola è quella di Kuprava.